# Diamond DA62
Le Diamond DA62 est un avion léger bimoteur de 7 places du constructeur autrichien Diamond Aircraft.

## Caractéristiques

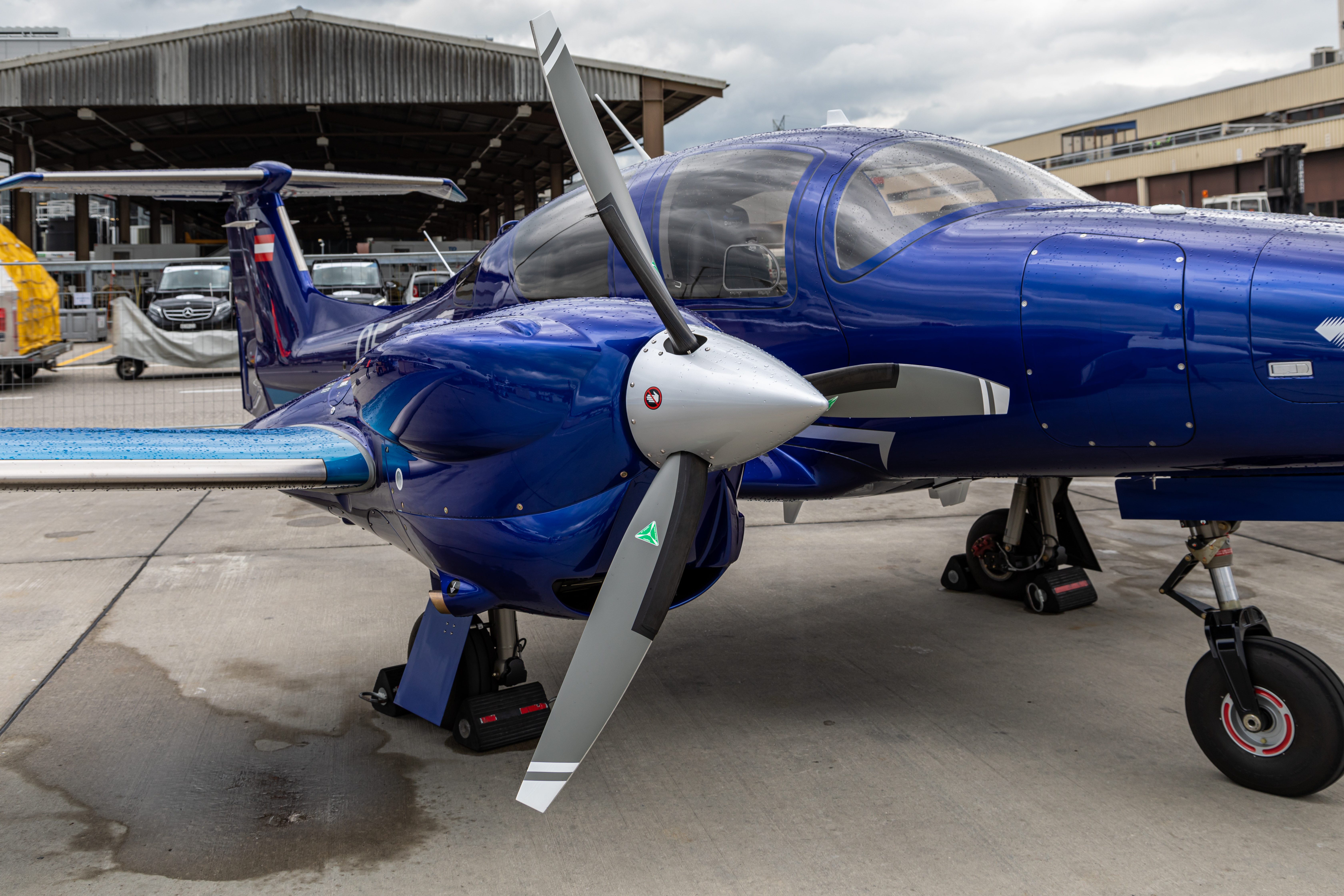
Austro Engine AE300

Le Diamond DA62, initialement appelé DA52, est un avion de 7 places réalisé en matériaux composites. Il est équipé de deux moteurs diesel Austro Engine AE330 de 180 ch, de deux hélices MT-Propeller et de l'avionique Garmin G1000 NXi.
Il vole pour la première fois le 3 avril 2012. Il est certifié par l'AESA le 16 avril 2015.
Le DA62 est commercialisé avec une masse maximale au décollage de 2 300 kg ou, en option, de 1 999 kg afin de limiter les frais tels que la redevance d'atterrissage.
Il est produit à Wiener Neustadt (Autriche) et London, Ontario (Canada). Il est également assemblé sous licence par Aeromot à Porto Alegre (Brésil) pour le marché sud-américain depuis 2023.

## Modèles
DA52
Prototype.
DA62
Version 7 places commercialisée.
DA62 MPP
En juillet 2023 Diamond Aircraft a fait état d'une première commande militaire de l'avion, sous sa version DA62 MPP (Multi Purpose Platform) de surveillance aérienne et de reconnaissance tactique au profit de l'Ejercito Argentino.
La Maréchaussée royale néerlandaise en emploi deux loués à QinetiQ GmbH à partir de 2025 pour trois ans.